# Olga Bołądź
Olga Maria Bołądź (ur. 29 lutego 1984 w Toruniu) – polska aktorka filmowa i teatralna, reżyser.

## Wykształcenie
Pochodzi z rodziny budowlańców. Wychowywała się na Wrzosach w Toruniu, gdzie uczęszczała do szkoły podstawowej. Naukę kontynuowała w liceum humanistycznym. Biegle komunikuje się w językach: angielskim, włoskim i hiszpańskim, uczyła się także języka rosyjskiego.
W 2007 ukończyła studia na PWST w Krakowie. Jej autorytetem aktorskim był Jan Peszek. W trakcie ostatniego roku studiów złożyła podanie o półroczne stypendium na wyjazd do Barcelony, gdzie zagrała w przedstawieniu dyplomowym Dell Arte no es trista. Następnie studiowała na Stella Adler Academy of Acting and Theatre w Los Angeles.

## Kariera zawodowa
Występowała na deskach Narodowego Starego Teatru, warszawskiego Teatru „Polonia”. W Barcelonie grała po hiszpańsku.
W 2010 uczestniczyła w 11. edycji programu rozrywkowego TVN Taniec z gwiazdami; w parze z Łukaszem Czarneckim zajęła czwarte miejsce.
W 2012 zagrała postać Agaty Mróz-Olszewskiej w filmie biograficznym Nad życie.
Kilka filmów z udziałem Bołądź zyskało międzynarodowe uznanie. Na 7. Festiwalu Filmów Polskich „Wisła” w Moskwie (15–22 maja 2014), Swietłogorsku (12–15 czerwca) i innych miastach Rosji sala kina wypełniła się po brzegi publicznością, dla której rozpoczął się pokaz filmów Dziewczyna z szafy i Nad życie, w których aktorka zagrała główną rolę.
W 2020 zadebiutowała jako reżyserka filmem Alicja i żabka.

## Życie prywatne
Była związana z aktorem Maxem Ryanem. Ma syna Brunona (ur. 2013). Do września 2018 była w związku z aktorem Sebastianem Fabijańskim. W 2024 wzięła ślub z Jakubem Chruścikowskim, właścicielem kilku warszawskich klubów, z którym ma córkę Ritę (ur. 2023).

## Role

### Filmy i seriale
| Rok       | Tytuł                             | Rola                                      | Uwagi    |
| --------- | --------------------------------- | ----------------------------------------- | -------- |
| 2006      | Miłość w przejściu podziemnym     |                                           |          |
| 2007      | Środa, czwartek rano              |                                           |          |
| 2007      | Korowód                           | Dorota                                    |          |
| 2008      | 39 i pół                          | Miłka                                     |          |
| 2008      | Skorumpowani                      | Patrycja Burzyńska                        |          |
| 2008      | Teraz albo nigdy!                 | Jola                                      |          |
| 2008      | Ojciec Mateusz                    | mecenas Janiszewska                       | odc. 10  |
| 2009      | Dzieci Ireny Sendlerowej          | Zofia                                     |          |
| 2009      | Zero                              | barmanka                                  |          |
| 2009      | Piksele                           | Monika                                    |          |
| 2009      | Do wesela się zagoi               | Julia                                     |          |
| 2009–2010 | M jak miłość                      | Agata Tomasiewicz                         |          |
| 2009–2010 | Majka                             | zakonnica Łucja                           |          |
| 2009–2014 | Czas honoru                       | Celina Dłużewska                          |          |
| 2010–2011 | Hotel 52                          | Dorota Kruszyńska                         |          |
| 2010      | Skrzydlate świnie                 | Basia                                     |          |
| 2010      | Kobieta, która pragnęła mężczyzny | Olga, studentka Maćka                     |          |
| 2011      | Układ warszawski                  | Zuzanna Szarek                            |          |
| 2011      | Prosto z nieba                    | tłumaczka Olka                            |          |
| 2012      | Nad życie                         | Agata Mróz-Olszewska                      |          |
| 2012      | Dziewczyna z szafy                | Aga                                       |          |
| 2012      | Na krawędzi                       | Krystyna Janicka                          |          |
| 2014      | Lekarze                           | neurochirurg Anna Bogna Zaniewska         |          |
| 2014      | Służby specjalne                  | ppor. Aleksandra Lach, pseudonim „Białko” |          |
| 2014      | Dzień dobry, kocham cię!          | Paula Wiśniewska                          |          |
| 2015      | Komisarz Alex                     | Klara Wadera                              | odc. 215 |
| 2015      | Skazane                           | Aleksandra Kowalczyk                      |          |
| 2016      | Słaba płeć?                       | Zosia Suczyńska                           |          |
| 2016      | Kochaj!                           | Sawa                                      |          |
| 2016      | Zaćma                             | Julia Brystygierowa w młodości            |          |
| 2016      | Las, 4 rano                       | Nata                                      |          |
| 2017      | Botoks                            | Daniela                                   |          |
| 2017      | Volta                             | Wiki                                      |          |
| 2017      | Człowiek z magicznym pudełkiem    | Goria                                     |          |
| 2017      | Ostatni garnitur                  | Gosia                                     |          |
| 2018      | Kobiety mafii                     | Bela                                      |          |
| 2019–2021 | Chyłka                            | Magdalena Obertał, siostra Joanny         |          |
| 2019      | Motyw                             | sierżant Aneta Batko „Żyleta”             |          |
| 2021      | Wolka                             | Anna                                      |          |
| 2021      | Najmro. Kocha, kradnie, szanuje   | Gabi                                      |          |
| 2022      | Miłość jest blisko                | Marika Szwarc                             |          |
| 2022      | Mój dług                          | Ewa                                       |          |
| 2022      | Miłość na pierwszą stronę         | Nina Maniewska                            |          |
| 2022      | Matka                             | Agnieszka Nolińska                        |          |
| 2023      | Wyrwa                             | Renata                                    |          |

reżyseria
Alicja i Żabka
Scenariusz
Alicja i Żabka

### Role teatralne
| Tytuł                                 | Rola               | Teatr                    |
| ------------------------------------- | ------------------ | ------------------------ |
| Boeing Boeing                         | Janet              |                          |
| Chopin musi umrzeć                    | Kornelia           | Teatr Polski w Warszawie |
| Dobry wieczór państwu                 | asystentka Mistrza | Teatr Polonia            |
| Henryk Sienkiewicz. The Greatest Hits |                    | Teatr Imka               |
| Słownik Ptaszków Polskich             |                    | Teatr Imka               |
| Noc śpiewa piosenki                   | młoda kobieta      | Teatr Bez Sceny          |

## Nagrody i wyróżnienia
Olga Bołądź była wielokrotnie nominowana do prestiżowych nagród za role kobiece i zdobyła m.in.:
- Nagroda Prezydenta Torunia dla filmowca związanego z regionem kujawsko pomorskim na VIII Międzynarodowym Festiwalu Filmowym „Tofifest” w Toruniu (2010)
- Nagroda za rolę Basi w filmie Skrzydlate świnie na 2. Festiwalu Filmu i Sportu w Wałczu[27]